# Paliers d'acquisition
 (juin 2015).
Si vous disposez d'ouvrages ou d'articles de référence ou si vous connaissez des sites web de qualité traitant du thème abordé ici, merci de compléter l'article en donnant les références utiles à sa vérifiabilité et en les liant à la section « Notes et références ».
Pour le psychologue Jean Piaget, le développement intellectuel de l'enfant se construit et est caractérisé par une série de paliers d'acquisition décrits comme des stades. Ces différents paliers sont hiérarchisés et les structures constitutives d'un stade inférieur servent de base et deviennent parties intégrantes du stade suivant. Il a décrit cette théorie dans son livre "Les origines de l'intelligence chez l'enfant" en 1936. Cette théorie a été révisée par Piaget et a fait l'objet de nombreuses études ultérieures. Elle a beaucoup influencé la recherche en psychologie du développement durant la seconde moitié du XXe siècle.

## Les différents stades du développement cognitif

### Stade sensori-moteur
Pour Jean Piaget, le stade sensorimoteur ou sensori-moteur est le premier stade du développement cognitif de l'enfant et s'étend de la naissance à deux ans environ. À cet âge, le nourrisson ne peut pas s'exprimer verbalement, ce sont donc les observations précises et répétées  de son comportement qui indiquent au chercheur ce que l'enfant semble en mesure de percevoir ou d'apprendre. Jean Piaget a pensé que, sur la base de leurs comportements innés et aléatoires, les bébés coordonnaient les informations sensorielles et motrices petit à petit et les utilisaient pour résoudre des problèmes simples,. 
C'est le stade de l'action et de l'expérimentation et le début des fixations des traces mnésiques. Les actions-réflexes vont par répétition devenir des actions intentionnelles.
- À ce stade, l'intelligence est pratique, reliée à l'action et au corps. C'est la logique de l'action.
- C'est le registre agi du fonctionnement intellectuel de l'adulte.

Le stade sensori-moteur comporte six sous-stades,: 
1. L'exercice des réflexes, de la naissance à 1 mois. L'enfant exerce ses réflexes. Par exemple, il commence à téter quand quelque chose lui touche la bouche. Il ne peut pas encore coordonner ses actions avec l'information qui vient de ses sens (il ne peut pas encore saisir avec sa main une chose qu'il voit).
2. Les réactions circulaires primaires, de 1 à 4 mois. L'enfant commence à coordonner l'information sensorielle ; il reproduit des comportements (une réaction circulaire est une action que le bébé répète) d'abord survenus par hasard mais qu'il trouve agréables.
3. Les réactions circulaires secondaires, de 4 à 8 mois. L'enfant répète des actions qui produisent des résultats qui l'intéressent (par exemple, il fait bouger un mobile avec ses pieds). Il s'intéresse davantage à son environnement. Il n'a pas encore d'objectif et n'a pas encore acquis de permanence de l'objet. Si on cache un objet qui l'intéresse, il s'en désintéresse, comme si cet objet n'existait plus pour lui.
4. La coordination des schèmes secondaires, de 8 à 12 mois. Le schème de la permanence de l'objet se développe. Le comportement devient délibéré et orienté vers un but.
5. Les réactions circulaires tertiaires, de 12 à 18 mois. Le jeune enfant explore, découvre intentionnellement son environnement, et essaie des activités nouvelles avec curiosité. Par exemple dans son bain, il éclabousse, joue avec l'eau ou verse l'eau dans différents contenants.
6. Les combinaisons mentales, de 18 à 24 mois. L'enfant peut représenter mentalement certains comportements et peut prévoir certains événements sans avoir besoin de faire l'action correspondante (mettre un objet d'une certaine forme dans le trou correspondant à la même forme).

### Stade préopératoire
2e stade : le stade pré-opératoire, de 24 mois à 6/7 ans. C'est l'époque de l'apparition de la représentation qui résulte de l'intériorisation des schèmes d'action. Ceux-ci sont acquis et coordonnés dans la pensée sous forme d'image mentale (représentation). L'action peut être effectuée en parole ou par imitation en dehors de la présence d'objet,.
Ce stade comporte 2 sous-stades : 
1. la fonction symbolique ou sémiotique, de 18 mois à 4 ans, (5 conduites: imitation différé, le jeu symbolique, le dessin, l'image mentale et le langage),
2. la pensée intuitive de 4 à 6/7ans.

- L'intelligence est irréversible : incapacité de faire de l'action A-B, l'action B-A.

Par exemple, on place un enfant devant une maquette sur une table comportant 3 montagnes de tailles différentes (l'endroit où est assis l'enfant sera le point A). Trois poupées sont assises en face, à droite et à gauche de l'enfant (point B, C et D)
On lui demande alors ce que voit chacune des poupées en lui présentant différentes images.
Ce n'est qu'à partir de 7/8 ans que l'enfant arrivera à coordonner toutes les transformations et à deviner l'image que voit la poupée.
- Par exemple on présente à l'enfant une boule de pâte à modeler, on la transforme devant lui en un long bâton, l'enfant est incapable de retransformer le bâton en une boule : irréversibilité de l'action.
- C'est le registre figural (de la représentation) du fonctionnement intellectuel de l'adulte.

### Stade opératoire concret
3e stade : le stade opératoire concret, de 6/7 à 11/12 ans
C'est un stade où les opérations concrètes se concrétisent.
Apparition d'opérations logiques de raisonnement portant sur des objets présents ou immédiatement représentables.
L'intelligence devint réversible (possibilité de dérouler et d'utiliser les actions du début à la fin et de la fin au début), ce qui va permettre les opérations de conservation, de sériation, de classification, de l'inclusion, de construction du nombre sur des objets perceptibles ou susceptibles d'être produits mentalement.
Les opérations logiques portent sur les données de la réalité.
C'est le registre opératoire concret du fonctionnement intellectuel de l'adulte.

### Stade opératoire formel
4e stade : le stade opératoire formel, à partir de 12 ans
Les opérations portent sur des propositions verbales. Le raisonnement porte sur des propositions abstraites réversibles et combinables et non sur des actions en lien avec le réel. La pensée devient hypothético-déductive, c’est-à-dire que le sujet est capable d'émettre des hypothèses, d'en tirer des conclusions, de faire des plans d'actions, de tenir compte de plusieurs variables.
L'abstraction et la mentalisation permettent une pluralité de stratégies opératoires. Le raisonnement se déroule dans une logique de propositions.
C'est le registre opératoire formel du fonctionnement intellectuel de l'individu.